# الحياة لا قيمة لها (فلم مكسيكي)
الحياة لا قيمة لها (بالإسبانية: La vida no vale nada) هو فيلم مكسيكي عام 1955. كتبه لويس الكوريزا وجانيت الكوريزا، وإخراج روجيليو أ. غونزاليس. كتبه لويس الكوريزا وجانيت الكوريزا. وموسيقى مانويل اسبيرون، وتصوير خوسيه أورتيز راموس، وحرره كارلوس سافاج.

## روابط خارجية
- الحياة لا قيمة لها على موقع IMDb (الإنجليزية)
- الحياة لا قيمة لها على موقع أول موفي (الإنجليزية)
- الحياة لا قيمة لها على موقع فيلمافينيتي (الإسبانية)
- الحياة لا قيمة لها على موقع قاعدة بيانات الفيلم (الإنجليزية)
- الحياة لا قيمة لها على موقع ليتربوكسد (الإنجليزية)
- الحياة لا قيمة لها على موقع كينوبويسك (الروسية)